# Salvelinus fimbriatus
Salvelinus fimbriatus és una espècie de peix de la família dels salmònids i de l'ordre dels salmoniformes.

## Alimentació
Menja exclusivament zooplàncton.

## Hàbitat
Viu en zones d'aigües temperades (53°N-51°N, 11°W-9°W).

## Distribució geogràfica
Es troba a Europa: Irlanda.